# BYO Split Series Vol. 4
Albums par Anti-Flag
Mobilize
(2002) The Terror State
(2003)
Albums par The Bouncing Souls
How I Spent My Summer Vacation (en)
(2001) The Bad the Worse and the Out of Print (en)
(2002)
BYO Split Series Vol. 4 est un album split avec le groupe The Bouncing Souls, sorti en 2002. Chaque groupe joue 6 morceaux, dont une reprise d'un titre de l'autre groupe. The Bouncing Souls a repris That's Youth, et Anti-Flag a repris The Freaks, Nerds & Romantics. We're Coming Back est une reprise de Cock Sparrer et Less Than Free une reprise de Sticks and Stones, toutes deux par The Bouncing Souls, et Ever Fallen In Love de The Buzzcocks reprise par Anti-Flag. Pour la sortie de cet album, les deux groupes ont fait une tournée nationale ensemble.

## Liste des pistes
| BYO Split Series Vol. 4 | BYO Split Series Vol. 4                   | BYO Split Series Vol. 4 | BYO Split Series Vol. 4 | BYO Split Series Vol. 4 | BYO Split Series Vol. 4 | BYO Split Series Vol. 4 | BYO Split Series Vol. 4 | BYO Split Series Vol. 4 | BYO Split Series Vol. 4 |
| No                      | Titre                                     | Groupe                  | Durée                   |                         |                         |                         |                         |                         |                         |
| ----------------------- | ----------------------------------------- | ----------------------- | ----------------------- | ----------------------- | ----------------------- | ----------------------- | ----------------------- | ----------------------- | ----------------------- |
| 1.                      | Punks in Vegas                            | The Bouncing Souls      | 2:36                    |                         |                         |                         |                         |                         |                         |
| 2.                      | No Security                               | The Bouncing Souls      | 1:22                    |                         |                         |                         |                         |                         |                         |
| 3.                      | That's Youth                              | The Bouncing Souls      | 3:04                    |                         |                         |                         |                         |                         |                         |
| 4.                      | Bryan's Lament                            | The Bouncing Souls      | 2:16                    |                         |                         |                         |                         |                         |                         |
| 5.                      | We're Coming Back                         | The Bouncing Souls      | 3:10                    |                         |                         |                         |                         |                         |                         |
| 6.                      | Less Than Free                            | The Bouncing Souls      | 4:11                    |                         |                         |                         |                         |                         |                         |
| 7.                      | America Got It Right                      | Anti-Flag               | 2:56                    |                         |                         |                         |                         |                         |                         |
| 8.                      | Smash It to Pieces                        | Anti-Flag               | 2:49                    |                         |                         |                         |                         |                         |                         |
| 9.                      | No Borders, No Nations                    | Anti-Flag               | 3:14                    |                         |                         |                         |                         |                         |                         |
| 10.                     | Gifts from America: With Love, the U.S.A. | Anti-Flag               | 2:41                    |                         |                         |                         |                         |                         |                         |
| 11.                     | The Freaks, Nerds & Romantics             | Anti-Flag               | 2:31                    |                         |                         |                         |                         |                         |                         |
| 12.                     | Ever Fallen in Love                       | Anti-Flag               | 2:44                    |                         |                         |                         |                         |                         |                         |
| 33:34                   |                                           |                         |                         |                         |                         |                         |                         |                         |                         |

## Personnel
Pistes 1-6, The Bouncing Souls:
- Greg Attonito – Chant
- Pete Steinkopf – Guitare
- Bryan Keinlen – Guitare basse
- Michael McDermott – Batterie
- Tim Gilles – Ingénieur du son
- Arun Venkatesh – Ingénieur assistant

Pistes 7-12, Anti-Flag:
- Chris Head – Guitare, chant
- Chris #2 – Guitare basse, chant
- Justin Sane – Guitare, chant
- Pat Thetic – Batterie
- Matt Harrington – Ingénieur du son
- Kevin Facer – Ingénieur assistant
- Tommy M. – Technicien batterie
- Mark Defiant – Chant sur Smash it to Pieces
- The Code – Chœurs sur Smash it to Pieces et Gifts from America: With Love, the U.S.A.